# Oszkár Ginszkey
Oszkár Ginszkey, madžarski general, * 1890, † 1944.